# Riera de Rellinás
La Riera de Rellinás (en catalán Riera de Rellinars) es una corriente fluvial que transcurre principalmente por el término municipal de Rellinars, en la comunidad autónoma de Cataluña, España. Pasa por las comarcas del Vallés Occidental y el Bages, donde desemboca sus aguas en el Río Llobregat, en el término municipal de Castellbell y Vilar. Nace en la confluencia de dos torrentes que descienden de la Sierra del Obac, el Torrent de la Saiola y el Torrent de la Font del Conill, en el término municipal de Rellinars.
| Riera de Rellinars       | Riera de Rellinars            | Riera de Rellinars            |
| ------------------------ | ----------------------------- | ----------------------------- |
|                          |                               |                               |
| Ubicación geográfica     |                               |                               |
| Nacimiento               | Sierra del Obac a 400m        | Sierra del Obac a 400m        |
| Desembocadura            | Río Llobregat a 150m          | Río Llobregat a 150m          |
| Coordenadas              | 41º 38' 8.3502" 1º 55' 9.354" | 41º 38' 8.3502" 1º 55' 9.354" |
| Ubicación administrativa |                               |                               |
| País                     | España                        | España                        |
| Región                   | Cataluña                      | Cataluña                      |
| Provincia                | Barcelona                     | Barcelona                     |

## Les Fonts de Rellinars
Las fuentes de Rellinars son unas surgencias naturales de agua que evacúan el agua de la lluvia acumulada en el subsuelo de la Sierra del Obac y cercanías. Las aguas procedentes de las fuentes van a parar a la propia Riera de Rellinars, que pasa a escasos metros de las surgencias. Se ubican a 350m de altitud, en el curso alto de la riera, cerca del ayuntamiento de Rellinars, y se accede a ellas mediante una pista forestal que parte de una antigua fábrica.
En las fuentes, además, se encuentra una zona de pícnic con cuatro mesas y un pequeño mirador que enfoca hacia una poza que genera la Riera de Rellinars.

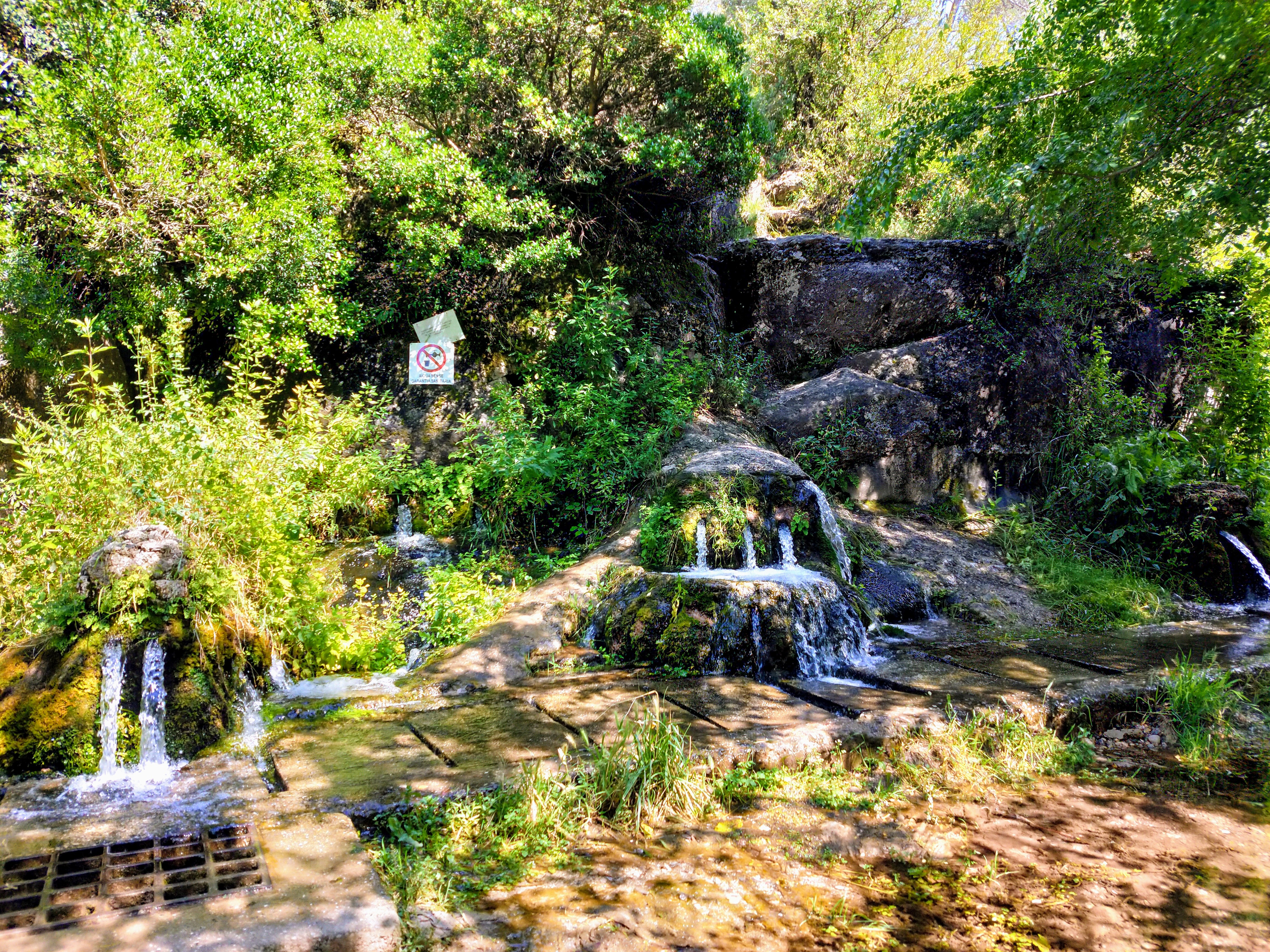
Les Fonts de Rellinars.

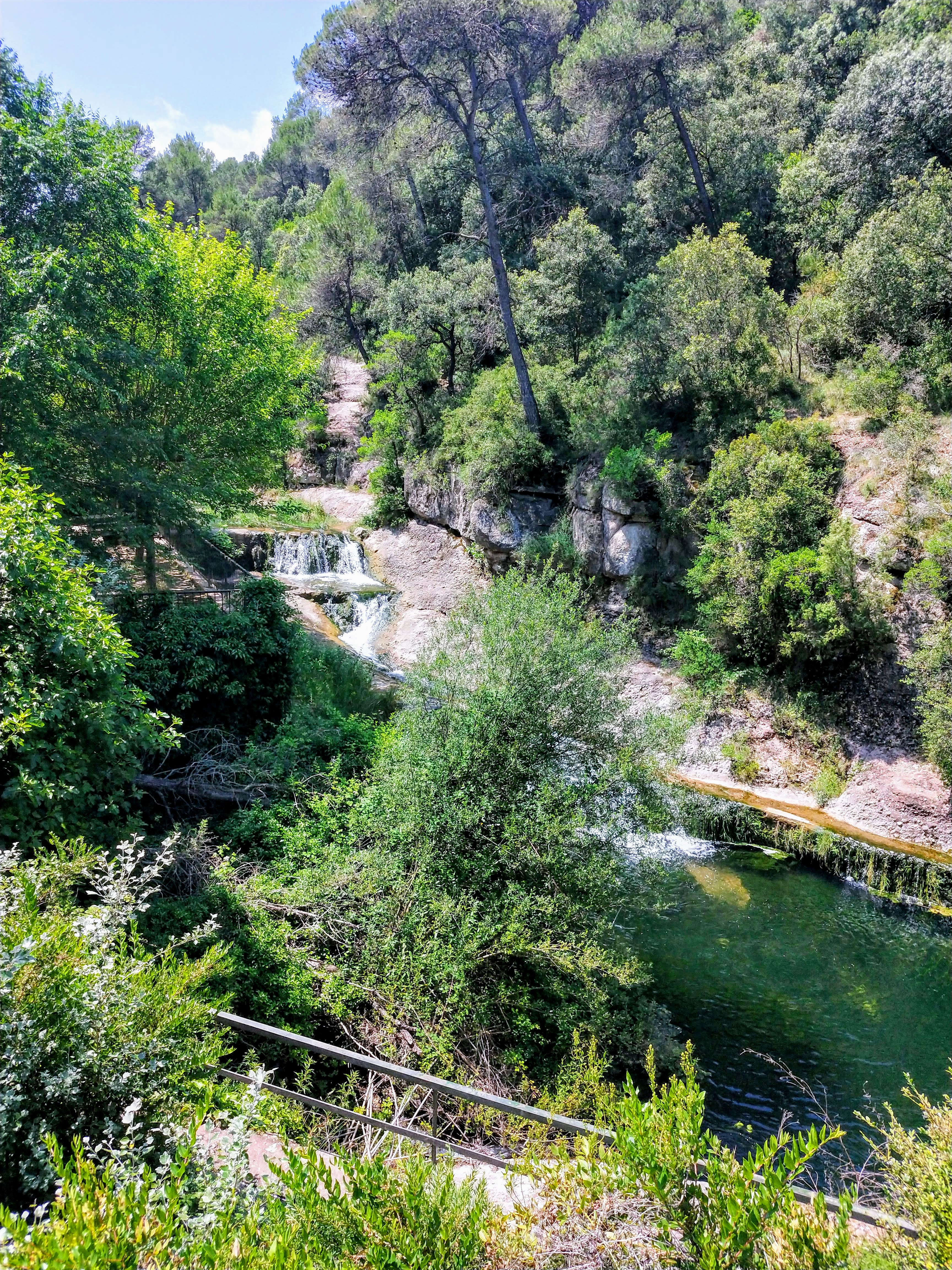
Poza frente a las fuentes y pequeña cascada.

## Las Balsas de Castellbell
Las tres balsas de Castellbell es una zona de la Riera de Rellinars, que como su propio nombre indica, son tres piscinas naturales que forma la Riera, a su paso por el término municipal de Castellbell y Vilar. Se encuentran a 195m de altitud, en el curso bajo de la riera, cerca de la desembocadura en el Río Llobregat y ya en la comarca del ￼￼Bages. A ellas se accede por un camino de tierra que desciende de la carretera B-122, que une Castellbell y Tarrasa por el Puerto del Obac (650m).
La forman tres pozas o piscinas naturales con pequeñas cascadas; la primera, de gran tamaño, la segunda y del medio, de pequeño tamaño y la última, también de gran tamaño.

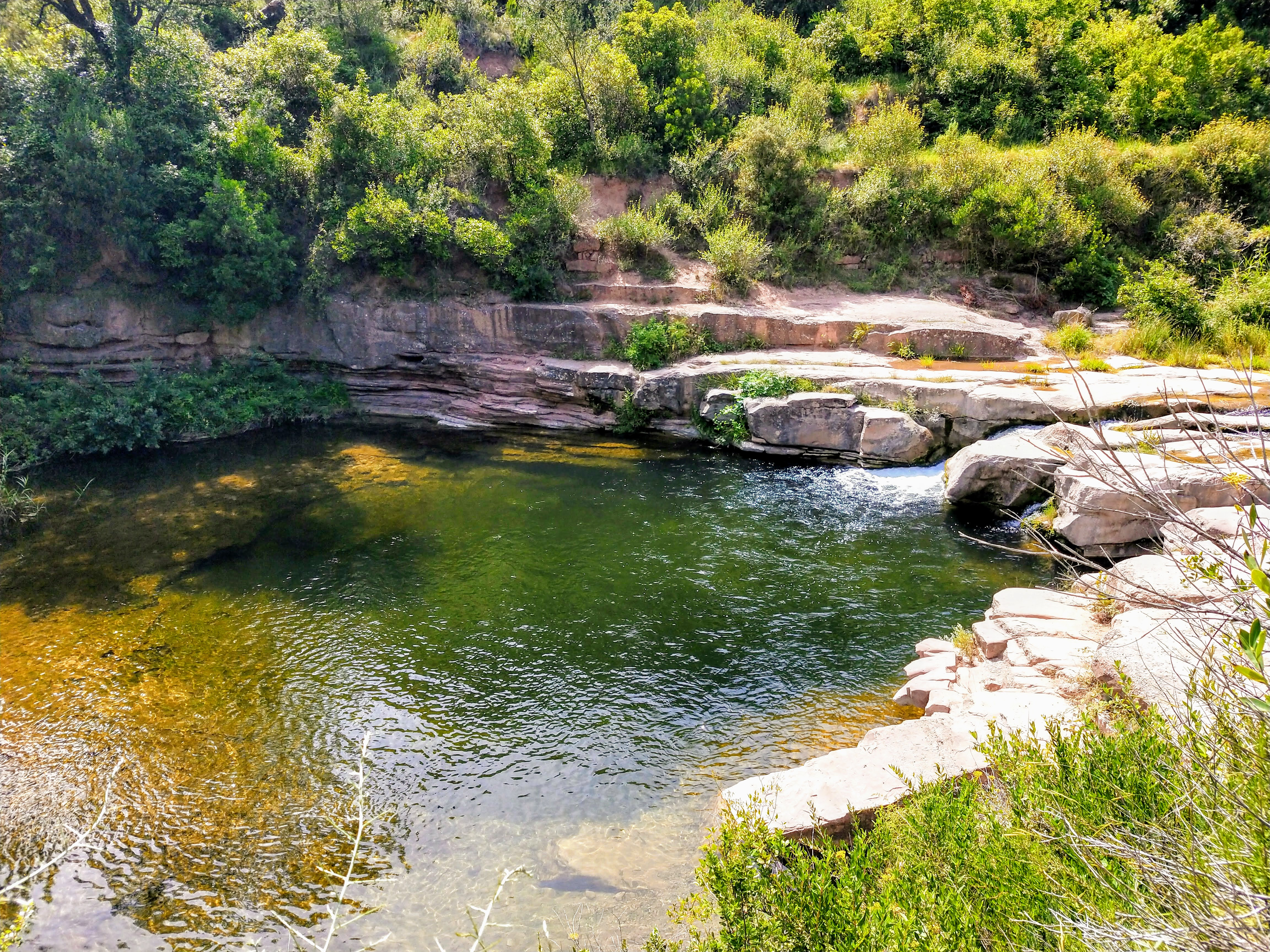
Primera piscina natural.

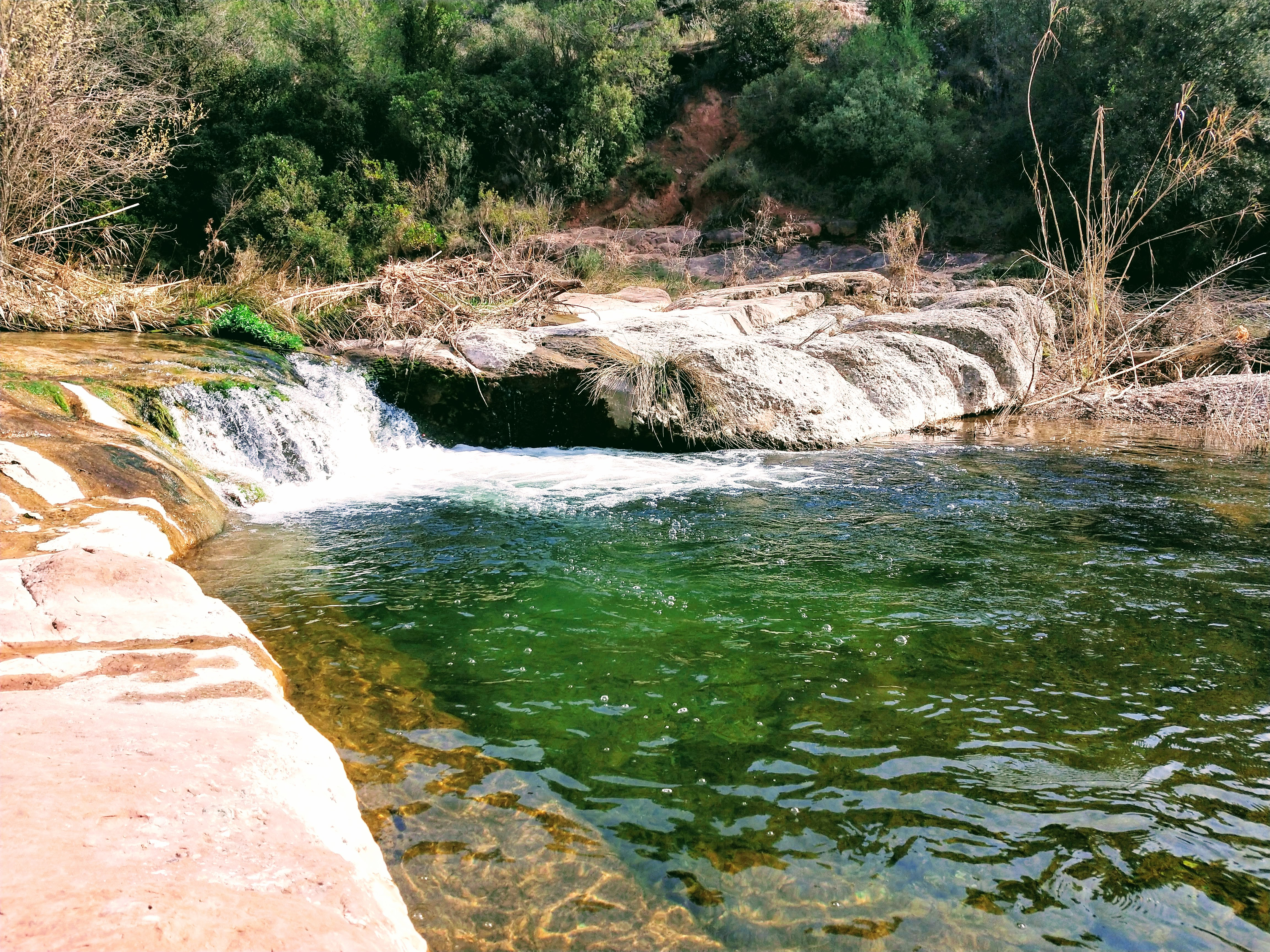
Segunda piscina natural.

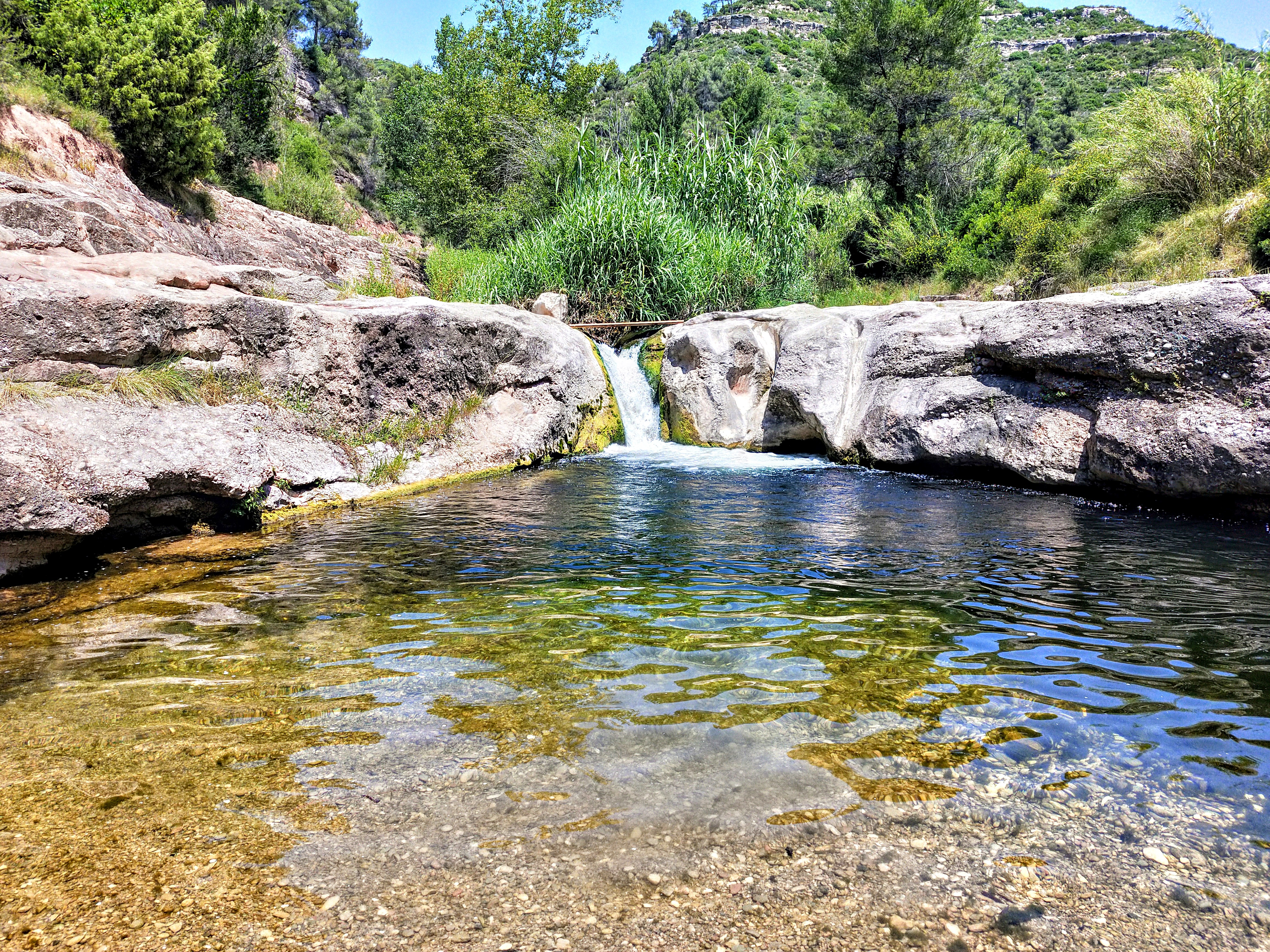
Tercera y última piscina natural.

Está prohibido el acceso para la realización de cualquier actividad mediante el acuerdo de gobierno 150/2014, por el cual se declara zona de especial conservación debido a su altísimo valor ecológico. Además, en 2020 se prohibió estacionar vehículos en todos los aparcamientos cercanos a la zona para evitar la presencia humana, bajo multa de hasta 3.000€.

## Caudal
La Riera de Rellinars es un curso de agua constante, ya que solo suele secarse completamente una vez cada cinco o seis años, cuando las lluvias son inferiores a la media en la zona, especialmente en primavera. 
Las épocas en las que menos agua baja suelen ser en periodo estival, de julio a septiembre, cuando la riera solo suele llevar agua en el tramo medio y final de su recorrido. En los años más secos, el agua puede llegar a quedarse estancada en las múltiples pozas de la riera, ya que no corre la suficiente agua como para conectar las balsas entre sí, dando paso así a la putrefacción del agua.
Cuando se secan por completo las surgencias de agua de Les Fonts de Rellinars o la Font de Carlets, significa que aquel año hay una gran falta de agua, y es entonces cuando es posible que la riera se seque por completo.

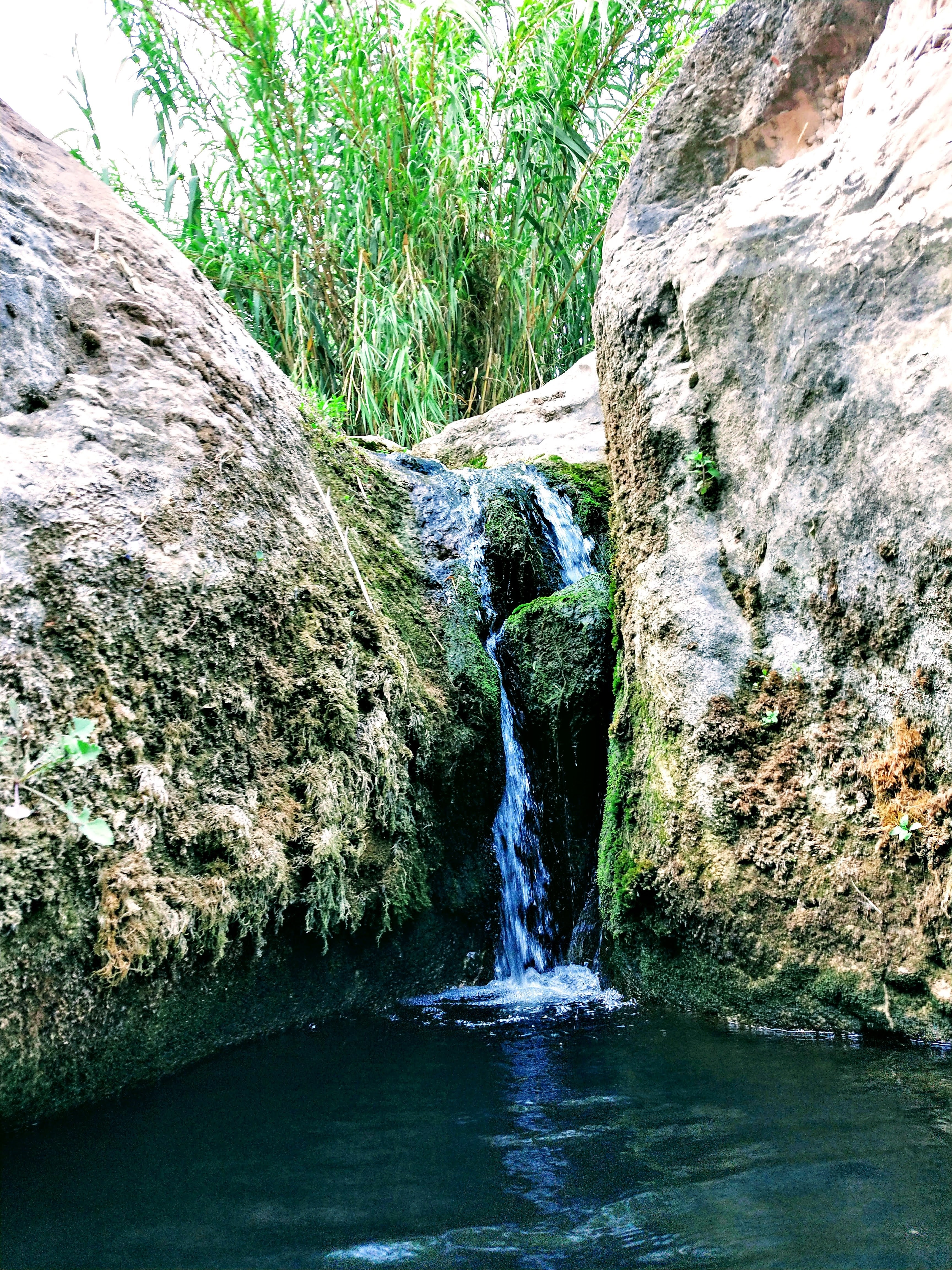
Muy poca agua en el curso bajo durante julio de 2019.

Por el contrario, las épocas con más abundancia de agua suelen ser entre marzo y mayo, cuando toda la riera lleva agua, desde el nacimiento hasta la desembocadura, donde suele bajar mucha más agua que en el tramo inicial del curso. En los años más lluviosos, es posible que no se seque del todo ningún tramo del curso. 

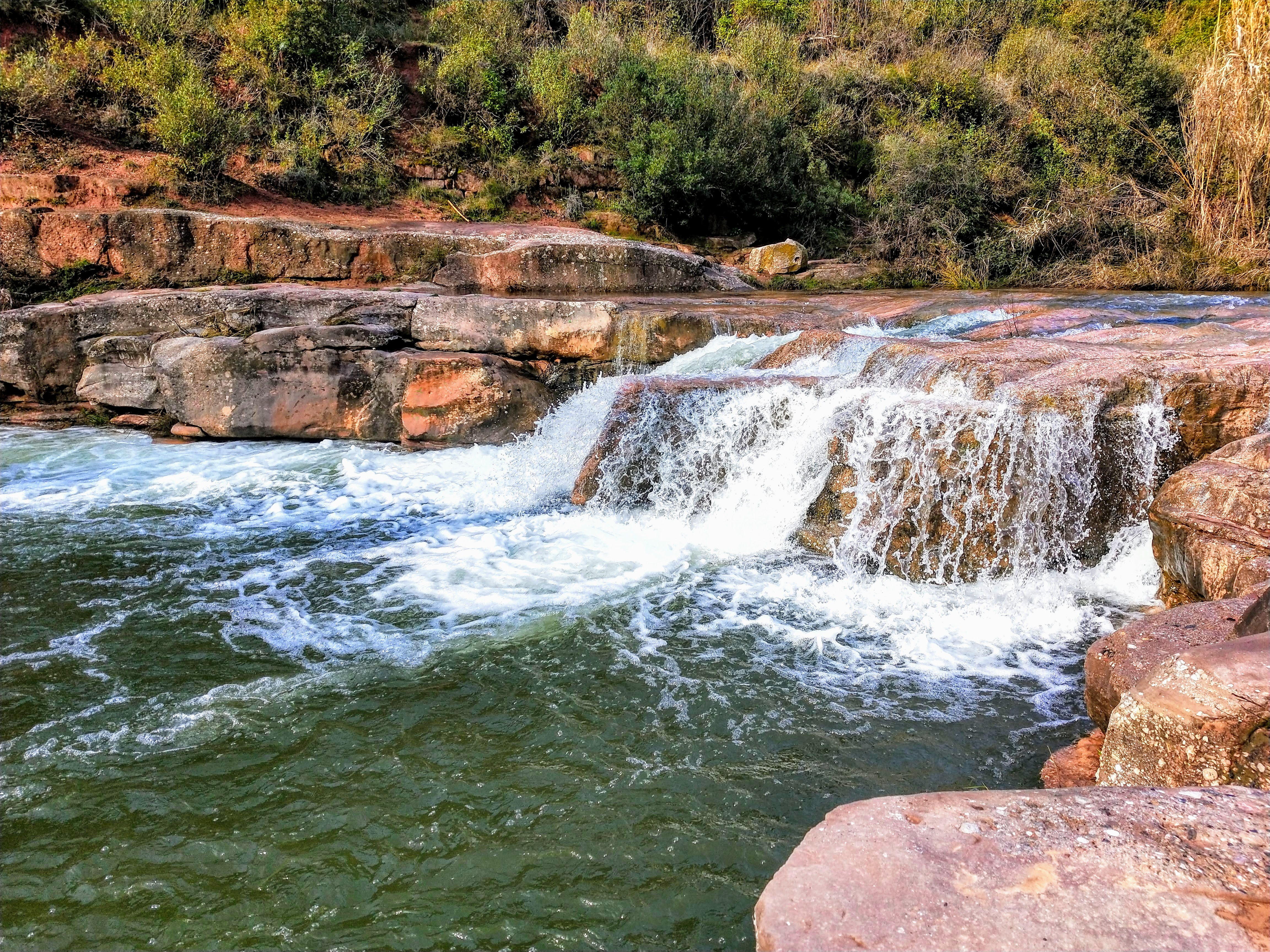
Mucho caudal después de unos días lluviosos el 26 de enero de 2020.

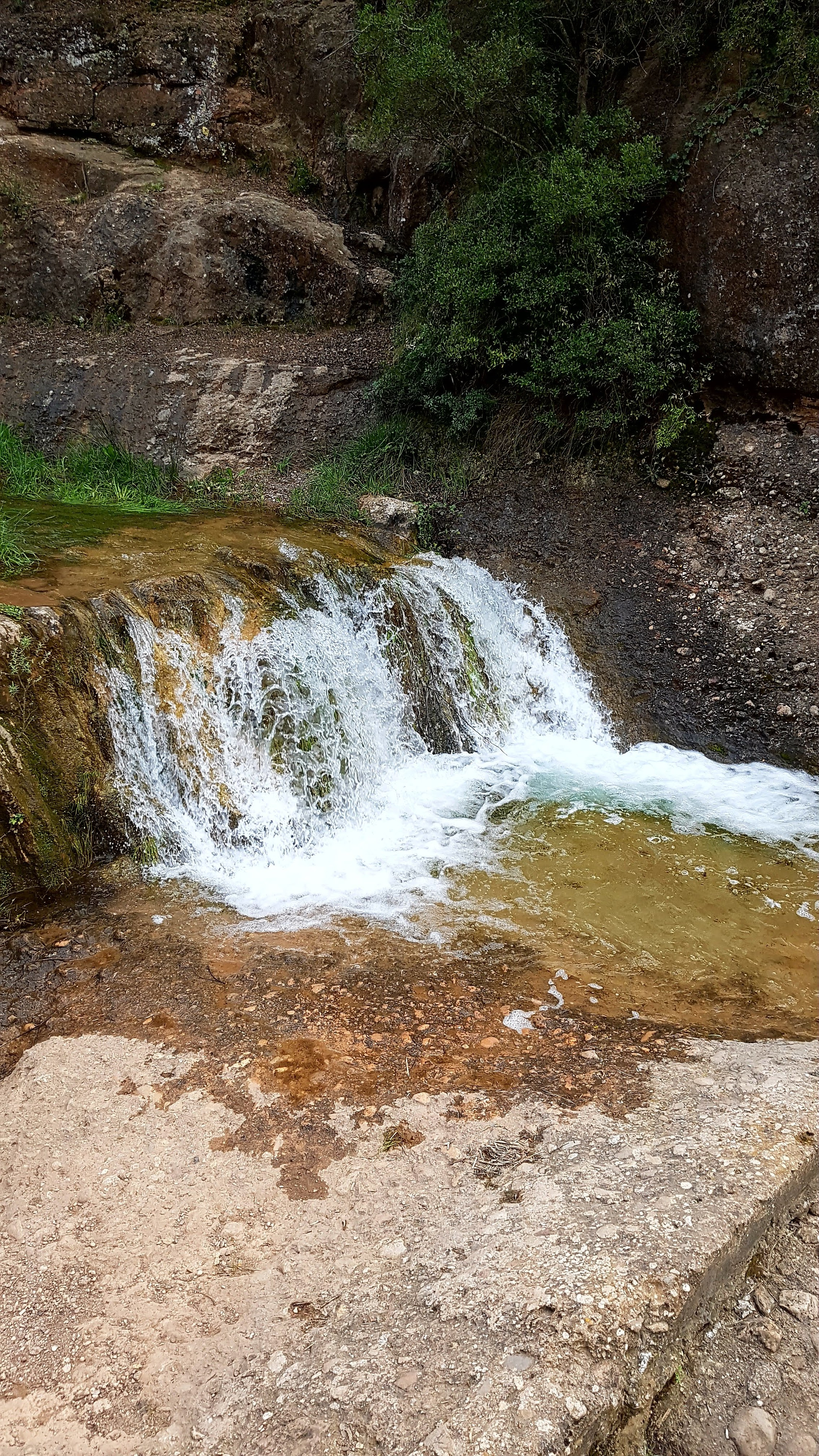
Gran cantidad de agua en el curso alto, es señal de año lluvioso.

En ocasiones, cuando en uno o pocos días se superan los 100mm de precipitación, es posible ver riadas, las cuales pueden arrasar con parte de la flora y fauna, siendo estos daños más visibles en su curso bajo, como ocurrió durante varias ocasiones en el invierno 2019-2020.

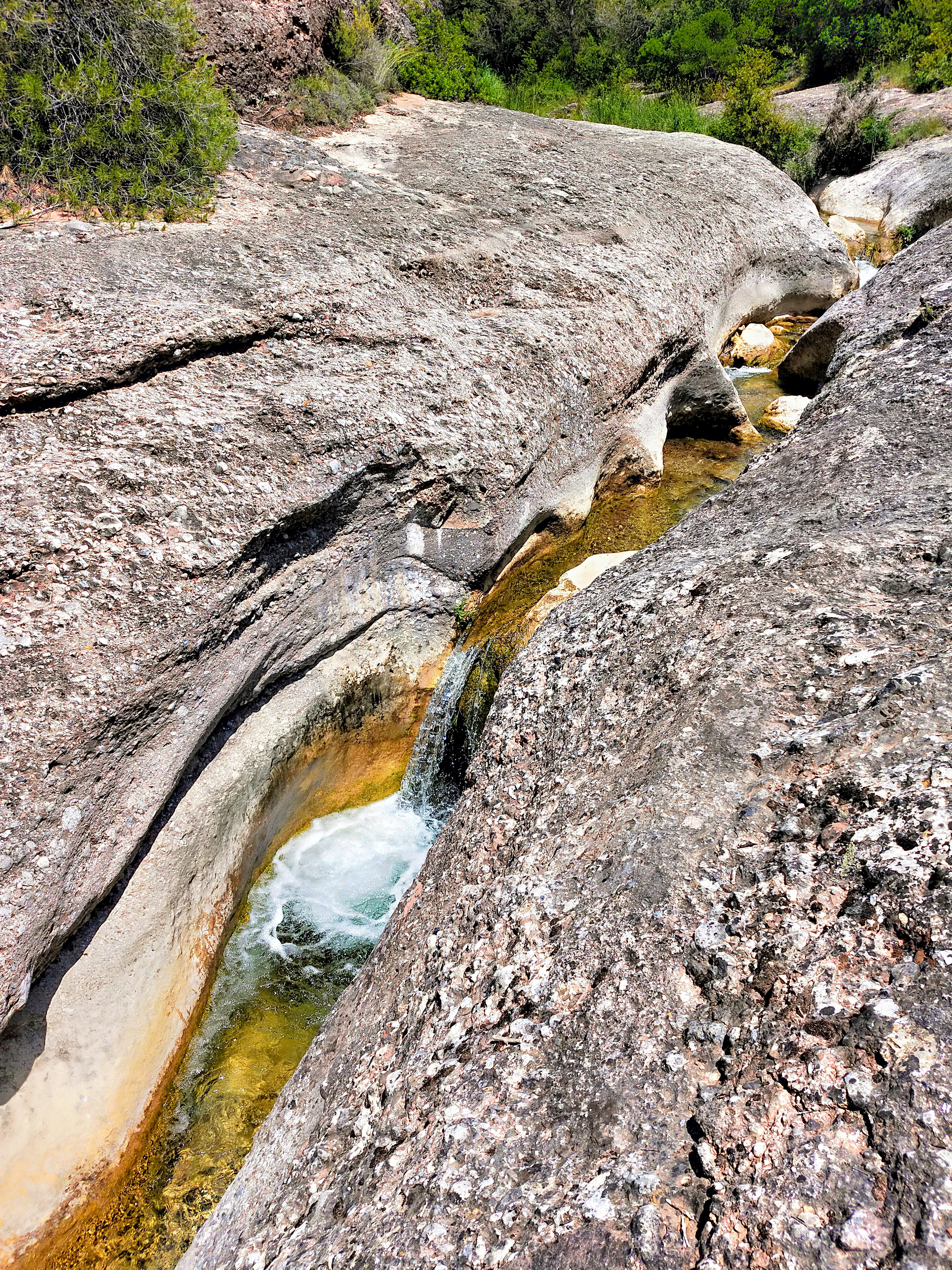
En junio de 2020 aún bajaba bastante agua cerca del nacimiento.

## Características
La Riera de Rellinars es una zona de baño conocida por gente de Tarrasa y otras ciudades cercanas debido a la belleza del lugar, a su proximidad con Barcelona, y a sus saltos de agua y piscinas naturales.
Por otro lado, a causa de esta popularidad, la Riera ha sufrido una gran degradación, especialmente en la zona de las Balsas de Castellbell, ya que hasta hace escasos años, la gente iba a pasar el día y no respetaba el medio natural, dejando desperdicios y basura por todas partes e incluso haciendo barbacoas a la orilla de la riera. Por estas actitudes, se prohibió el baño y posteriormente el acceso a la riera dentro del término municipal de Castellbell y Vilar.
A pesar de los esfuerzos de este ayuntamiento por conservar la zona, sigue habiendo personas que acceden y ensucian la riera, incluso destrozan los carteles que informan de la prohibición de acceder al lugar.
El 1 de agosto de 2020, se prohibió el baño en toda la Riera de Rellinars durante el resto de verano con el objetivo de evitar aglomeraciones de gente a causa de la situación derivada del COVID-19.
- Datos: Q97161758
- Multimedia: Riera de Rellinars / Q97161758